# Jason Rich
Jason Rich (nacido el 5 de mayo de 1986 en Pensacola, Florida) es un jugador de baloncesto estadounidense, profesional en Europa durante trece temporadas. Con 1.91 metros de estatura, juega en la posición de escolta. Actualmente se encuentra sin equipo.

## Carrera
Jugador formado en los Florida State Seminoles, llega a Europa en 2008 para jugar en Cantú y más tarde, se convertiría en un trotamundos del baloncesto europeo donde jugaría en Israel, tras su experiencia en la LEGA, formaría parte de las plantillas de Maccabi Haifa y Hapoel Jerusalén. La siguiente campaña la inició en el BC Oostende con el que promedió 15.7 puntos en la competición doméstica y 13.3 en la Eurocup. Más tarde, volvería a Italia para jugar en Cremona, liga que ya conocería tras su paso por Cantú en la temporada 2008/09.
En las siguientes temporadas jugaría en Rusia y Francia.
En 2015 ficharía por el Paris-Levallois.